# Fafoe
Fafoe is een bestuurslaag in het regentschap Belu van de provincie Oost-Nusa Tenggara, Indonesië. Fafoe telt 1816 inwoners (volkstelling 2010).